# Sinus sigmoideus

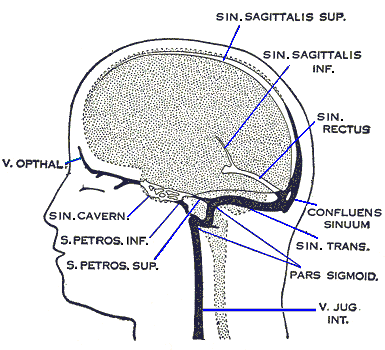
Sinus sigmoideus (Abb.: Pars sigmoid.)

Der Sinus sigmoideus ist einer der venösen Blutleiter des Gehirns (Sinus durae matris) und der Hauptabflussweg des venösen Hirnbluts. Er ist die Fortsetzung des Sinus transversus und verläuft S-förmig am Boden der hinteren Schädelgrube. Der Blutabfluss erfolgt am Foramen jugulare in die Vena jugularis interna.
Die Knochenlamelle zwischen Sinus sigmoideus und der Paukenhöhle ist nur hauchdünn, weshalb Mittelohrvereiterungen in den Sinus einbrechen und eine Sinusvenenthrombose verursachen können.